# Институт орошаемого земледелия НААН
Институт орошаемого земледелия НААН — научно-исследовательское учреждение системы Национальной академии аграрных наук Украины.
Институт занимается решением фундаментальных и прикладных задач ведения земледелия на орошаемых и неполивных землях юга Украины. Основан в 1889 году.

## Центр научного обеспечения АПР Херсонской области
Институт — главное учреждение регионального Центра Архивная копия от 2 июня 2016 на Wayback Machine научного обеспечения агропромышленного производства Херсонской области. В состав Центра входят:
- Институт орошаемого земледелия НААН (главное учреждение),
- Институт животноводства степных районов им. М. Ф. Иванова «Аскания-Нова» — ННСГЦ овцеводства НААН[2],
- Южная Государственная сельскохозяйственная опытная станция ИВПиМ НААН[3],
- Институт риса НААН[4],
- Асканийская Государственная сельскохозяйственная опытная станция Института орошаемого земледелия НААН[5],
- Геническая опытная станция ГП "Институт зерновых культур НААН"[6],
- ГП «Херсонский научно-исследовательский и проектный институт землеустройства Госземагентство Украины»,
- ГВУЗ «Херсонский государственный аграрный университет»[7],
- Херсонский национальный технический университет[8],
- Степной филиал УНИИ лесного хозяйства и лесомелиорации Госкомлесхоза и НАН,
- Южно-Украинская филия УкрНИИПИТ им. Л. В. Погорелого[9],
- Херсонская филия ГУ «Институт охраны почв Украины»[10].

Совместными скоординированными действиями все учреждения Центра разрабатывают структуру посевных площадей и севооборотов для сельскохозяйственных формирований разной специализации орошаемой зоны Украины; внедряют энергосберегающие, почвозащитные способы основной обработки почвы для получения экологически-чистой продукции; испытывают и раскрывают потенциал сортов и гибридов сельскохозяйственных культур.

## Структура
В структуре Института орошаемого земледелия 5 научных отделов и 5 лабораторий:
| Отделы                                                                                     | Лаборатории                  |
| ------------------------------------------------------------------------------------------ | ---------------------------- |
| - орошаемого земледелия                                                                    | - неполивного земледелия     |
| - агротехнологий                                                                           | - овощеводства               |
| - селекции                                                                                 | - биотехнологии картофеля    |
| - первичного и элитного семеноводства                                                      | - экономики                  |
| - научно-инновационной деятельности, трансфера технологий и интеллектуальной собственности | - аналитических исследований |

Научные сотрудники — 64, члены-корреспонденты НААН Украины — 2, доктора наук — 9, кандидаты наук — 33

## Аспирантура
В Институте функционирует аспирантура Архивная копия от 4 июня 2016 на Wayback Machine , где ежегодно проходят обучение более 30 аспирантов и докторантов по специальностям:
- «Сельскохозяйственные мелиорации»;
- «Растениеводство»;
- «Селекция и семеноводство».

Создан Специализированный ученый совет К 67.379.01 с правом принятия к рассмотрению и проведению защиты диссертаций на соискание ученой степени кандидата сельскохозяйственных наук по специальности 06.01.05 «Селекція і насінництво».

## История
Учреждением, от которого берет начало история Института орошаемого земледелия НААН, является Херсонское земское опытное поле, основанное в 1889 году на базе опытной фермы Херсонского сельскохозяйственного училища (теперь — ГВУЗ «Херсонский государственный аграрный университет»). Первым заведующим опытного поля стал Константин Иванович Тархов — кандидат наук, учитель растениеводства Херсонского с.-х. училища, ученик известного ученого А. А. Измаильского.
В 1910 году, накопив достаточно большой массив результатов первых опытов, сделав частичное их обобщение, значительно усовершенствовав методику проведения опытов, опытное поле было реорганизовано в Херсонскую сельскохозяйственную опытную станцию, расширив сферу научной деятельности.
Первые видные ученые К. И. Тархов, Ф. Б. Яновчик, С. П. Кульжинский собрали немалый багаж наблюдений и практических знаний о почвах юга Украины, их свойствах в различных севооборотах. Установили, что основной потребностью растений в местных засушливых условиях является влага почвы.
В 1924 году, во время директорства П. И. Подгорного, на опытной станции был открыт отдел поливных культур. С основания этого отдела начинается систематическое изучение орошаемого земледелия на юге Украины.
В 1931 г. опытная станция реорганизована в Херсонскую зональную станцию хлопководства НКЗ СССР, которая в 1935 г. реорганизована в Украинскую опытную станцию хлопководства. Приоритетными вопросами, над которыми работали ученые в период 1930-х — середины 1950-х гг., были агротехника возделывания хлопчатника в условиях юга Украины, селекция скороспелых сортов хлопчатника, механизация уборки урожая хлопчатника и др. Активными и видными учеными этого времени являются М. М. Горянский — автор учебников по агротехнике возделывания хлопчатника и автор нескольких сортов хлопчатника, С. Д. Лысогоров — основоположник научной школы орошаемого земледелия.
В 1949 году на базе Украинской опытной станции хлопководства организовывают Украинский научно-исследовательский институт хлопководства.
После прекращения возделывания хлопчатника в Украинской ССР в 1956 году Институт реорганизовывают в Украинский научно-исследовательский институт орошаемого земледелия (УкрНИИОЗ). Именно с середины 1950-х годов приоритетным направлением исследований учреждения становится орошаемое земледелие.
На протяжении 1963—1979 гг. Институт переживает период расцвета. В это время на посту директора учреждения успешно работал А. А. Собко. Его заслугой является постройка новейшей инфраструктуры Института, создание мощной материально-технической базы, формирование высокопрофессионального и трудоспособного коллектива сотрудников. За это время был создан поселок Надднепрянское — как фундамент социального благополучия молодых талантливых ученых, которых активно вовлекали в научно-исследовательскую работу Института известные специалисты того времени И. Е. Подкопай, И. Д. Филипьев, А. П. Орлюк, С. Н. Подозерский, сам А. А. Собко и др.
В 1971 году за успешную разработку и внедрение в производство прогрессивных способов полива сельскохозяйственных культур Украинский научно-исследовательский институт орошаемого земледелия награждён орденом Трудового Красного Знамени.
В середине 1970-х годов УкрНИИОЗ приобрел всесоюзное значение. Институтом осуществлялась координационно-методическая работа по орошаемому земледелию Украинской ССР. Ежегодно на базе Института проводились республиканские совещания по вопросам выращивание основных сельскохозяйственных культур в условиях орошения, участие в которых принимали многие известные ученые из СССР, стран ближнего и дальнего зарубежья.
В период 1960—1980-х гг. были созданы идеальные условия как для научной, так и для социально-культурной деятельности. Кроме постройки поселка Надднепрянское, в 1965 году был заложен дендропарк Архивная копия от 2 июня 2016 на Wayback Machine — парк-памятник садово-паркового искусства местного значения. Также в главном корпусе Института с 1978 года до начала 2000-х гг. был открыт «зимний сад», где произрастали декоративные тропические и субтропические деревья, кустарники и цветы.
Во второй половине 1990-х годов на Украине происходило катастрофическое сокращение площадей поливных земель. Научно-исследовательское учреждение в этой связи пережило далеко не лучший период своей истории. В условиях реформирования отрасли сельского хозяйства, в 2000 году учреждение получило статус Института земледелия южного региона УААН.
Лишь спустя десятилетие, после возобновления внимания государства к проблеме орошаемых земель, в 2011 году Институт земледелия южного региона был переименован в Институт орошаемого земледелия НААН.
Сегодня Институт принимает участие в проведении 15 научно-технических программ Национальной академии аграрных наук Украины. Успешное их исполнение коллективом Института позволяет в последние годы вновь говорить о возвращении былой славы и исторических традиций Института орошаемого земледелия НААН.

## Награды
К многочисленному списку наград Института в последнее время добавлены Государственные награды:
- Почетная грамота и медаль Кабинета Министров Украины (№ 25571 от 01 октября 2014 г.) за весомый вклад в развитие отечественной аграрной науки, эффективное использование орошаемых земель, усовершенствование ресурсосберегающих и экологически безопасных технологий возделывания сельскохозяйственных культур, внедрение научных разработок в производство;
- Грамота Верховной Рады Украины (№ 1727 от 09 декабря 2015 г.) за весомый вклад в развитие отечественной аграрной науки в отрасли орошаемого земледелия, внедрение комплексных научных разработок в агропромышленное производство и подготовку высококвалифицированных специалистов для сельского хозяйства.

а также:
- Международный сертификат «ЭКСПОРТЕР ГОДА» и медаль «IMPORT EXPORT AWARD» по результатам общегосударственного рейтинга предприятий Украины в сфере внешнеэкономической деятельности;
- Национальной наградой «Золотой символ качества»  Ассамблеи деловых кругов;
- Наградой и сертификатом «ESQR’s Quality Achievements Awards 2017» за значительные практические достижения в сфере управления качеством.

## Директора Института
В формировании и развитии основных направлений исследований Института и подготовке научных кадров большую роль сыграли известные ученые и организаторы сельскохозяйственного производства, которыми были и есть директора Института и учреждений-предшественников его: Тархов К. И. (1889—1898), Яновчик Ф. Б. (1898—1914), Кудинов М. П. (1914—1924), Подгорный П. И. (1924—1931), Велижев В. И. (1931—1934), Таран В. Г. (1934—1936), Щелоков П. И. (1936—1937), Кузько Ф. С. (1937—1950), Белоус А. Г. (1950—1963), Собко А. А. (1963—1979), Остапов В. И. (1979—1988), Писаренко В. А. (1988—1998), Гамаюнова В. В. (1998—1999), Снеговой В. С. (1999—2004), Жуйков Г. Е. (2004—2006), Никишенко В. Л. (2006—2010), Вожегова Р. А. (с 2010 года).

## Научные школы
В разные годы созданы научные школы по вопросам:
- «Плодородие почв и эффективное использование удобрений» — Филипьев Иван Давыдович, Гамаюнова Валентина Васильевна;
- «Режимы орошения сельскохозяйственных культур» — Писаренко Владимир Антонович;
- «Мелиорация орошаемых земель» — Лактионов Борис Иванович;
- «Селекция и генетика озимой пшеницы» — Орлюк Анатолий Павлович;
- «Селекция и генетика кукурузы» — Лавриненко Юрий Александрович.